# Iouriy Olefirenko (U-401)
Pour l’article homonyme, voir Iouriy Olefirenko (marin).
Le Iouriy Olefirenko (en ukrainien : Юрій Олефіренко) est un navire de débarquement de taille moyenne Project 773 (code OTAN : classe Polnochny-C) de la marine ukrainienne. De sa mise en service initiale en 1971 jusqu’à l’annexion de la Crimée par la Russie en 2014, il était basé à la base navale sud du lac Donouzlav. En 2014, le Iouriy Olefirenko a été transféré à Otchakiv, oblast de Mykolaïv, en Ukraine. Il aurait été capturé par les forces russes lors de l’invasion de l'Ukraine par la Russie en 2022, mais a été vu toujours en service actif le 3 juin 2022,,.

## Carrière

### En service soviétique
Le navire a été construit pour la marine soviétique en 1970 au chantier naval Stocznia Północna à Gdańsk, en Pologne, et a été immatriculé SDK-137. SDK est l’abréviation russe pour un navire de débarquement de taille moyenne (en russe : средний десантный корабль, qui se transcrit Sredniy Desantnyi Korabl, d’où SDK).
Bien qu’officiellement l’Union soviétique n’ait pas été impliquée dans la guerre du Kippour en 1973, le SDK 137 faisait partie de l’escadre soviétique de Méditerranée qui se trouvait dans la région, avec un détachement d’infanterie de marine à bord. Un membre de l’équipage, le Starshina de 1re classe P. Grinev, a abattu un avion israélien F-4 Phantom avec le système d’artillerie AK-230 du navire. Il a reçu pour cela l’ordre de l'Étoile rouge.

### En service ukrainien
À la suite de la partition en 1994 de la flotte de la mer Noire ex-soviétique entre la flotte russe de la mer Noire et la marine ukrainienne, le SDK 137 est transféré dans la marine ukrainienne et a été rebaptisé SKD Kirovohrad. En 1996, il est remis en service et reçoit le numéro de fanion U-401.
Le Kirovohrad est caréné en 1998-2002 à l’usine de réparation navale Metallist à Balaklava, et à nouveau en 2012-2013 au chantier naval de la mer Noire à Mykolaïv.
Au début de l’intervention militaire russe de 2014 en Ukraine, le 21 mars 2014, le Kirovohrad se rend aux marins russes sur le lac Donouzlav, avec le dragueur de mines Tchernihiv. Le 19 avril 2014, l’armée russe rend le navire à la marine ukrainienne, avec la corvette Vinnytsia.
En 2016, il est renommé Iouriy Olefirenko (U-401) en mémoire de Iouriy Olefirenko, un officier ukrainien mort en 2015 près de la ville de Marioupol pendant la guerre du Donbass. Il est affecté à la 29e division de navires de surface de la Base navale sud.
En avril 2022, les médias russes affirment que le navire a de nouveau été capturé par la Russie dans le port de Berdiansk et qu’il a été transféré à Novorossiïsk. Cependant, le 3 juin 2022, le Iouriy Olefirenko est repéré près d’Otchakiv, en Ukraine, encore aux mains des Ukrainiens mais sous le feu de l’artillerie russe. Le navire n’a donc pas été capturé à Berdyansk, comme l’avaient précédemment affirmé les médias russes. Il survit aux tirs qui le visaient. Il semble que le Iouriy Olefirenko a été attaqué après avoir été repéré par un drone, qui révèle la présence du navire près d'Otchakiv, à la frontière maritime des régions de Mykolaïv et de Kherson. La frappe a apparemment été guidée à partir du drone. Malgré la zone assez vaste couverte par les tirs de roquettes et d'artillerie et le grand nombre d’impacts observés à la surface de l'eau, le navire de débarquement ne subit aucun dommage.
En juin 2022, le Président Volodymyr Zelensky décore l’équipage du Iouriy Olefirenko pour son « héroïsme » lors de la défense du pays face à l’offensive russe.
Le 31 mai 2023, le ministère de la Défense russe publie un communiqué de presse dans lequel il revendique avoir détruit le Iouriy Olefirenko le 29 mai alors qu’il était amarré dans le port d’Odessa, lors d’une frappe d’armes de précision. La Russie le présente comme le « dernier » bâtiment de guerre de la marine ukrainienne encore opérationnel. La marine ukrainienne ne confirme pas cette revendication,,,. L’armée ukrainienne admet seulement lundi 29 mai que des frappes aériennes ont déclenché un incendie et lourdement endommagé des infrastructures dans le port d’Odessa. Le commandement sud de l’armée ukrainienne déclare qu’il est en train de déterminer l’étendue des dégâts.
Forbes écrit en janvier 2023 que la marine ukrainienne, après onze mois de guerre, n’a plus que le Iouriy Olefirenko comme grand navire.

## Galerie

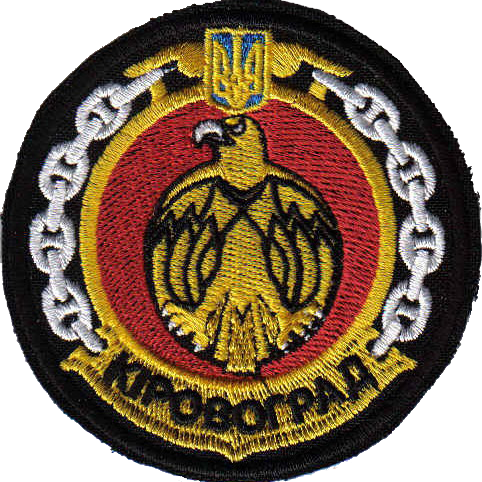
Ancien insigne du Kirovohrad
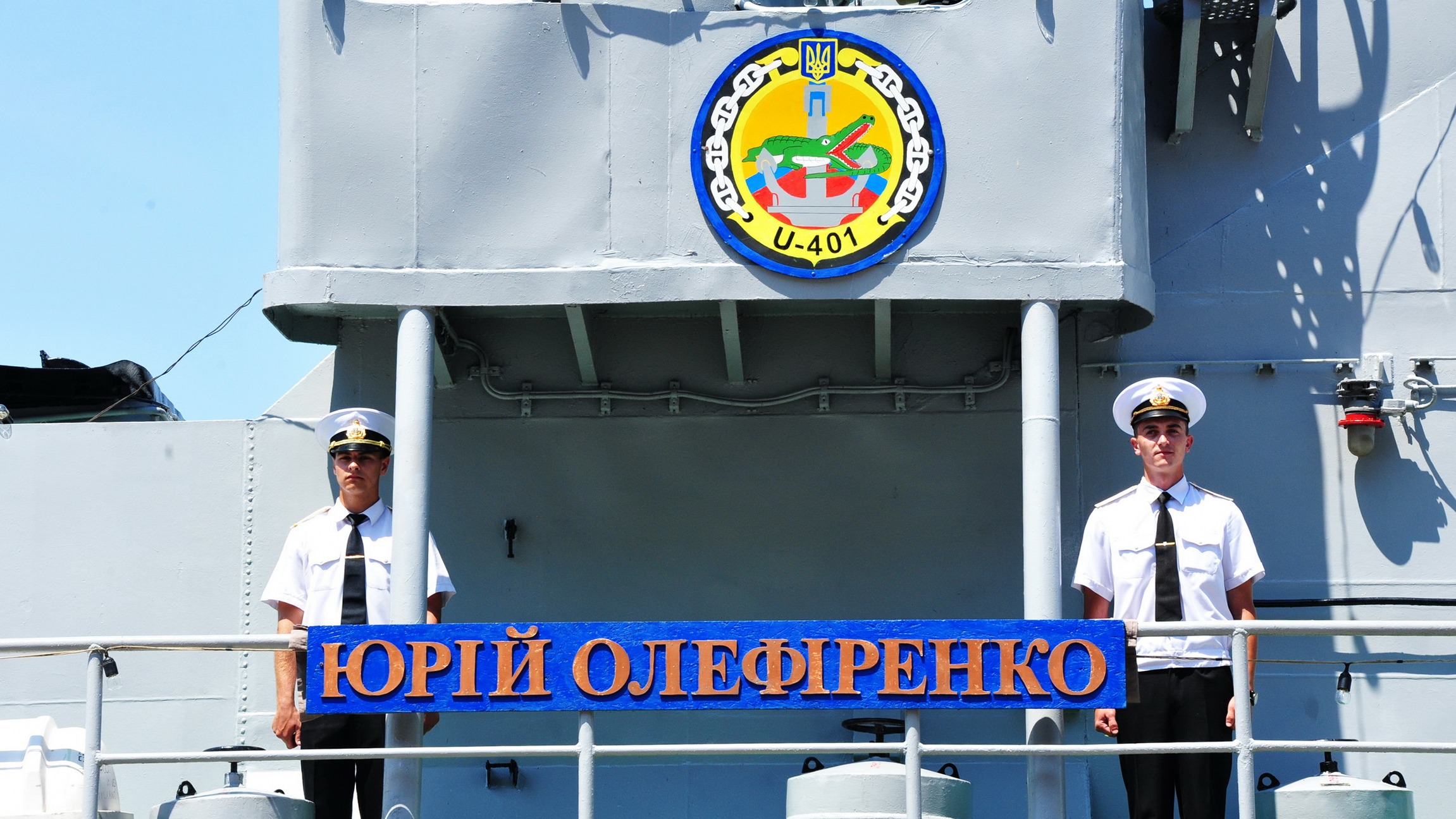
Changement de nom du navire en 2016
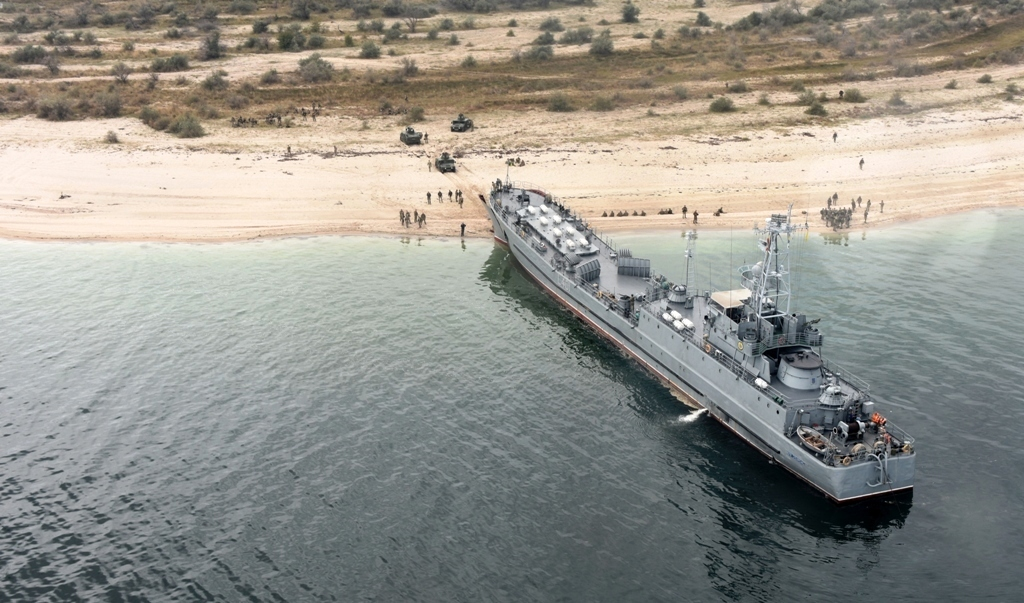
Exercice d’entraînement en 2018